# Cold
Cold är den femtonde romanen av John Gardner som handlar om Ian Flemings hemliga agent James Bond. Boken kom 1996 men har hittills inte blivit översatt till svenska.

## Handling

### Bok 1: Cold Front
Innan Seafire-affären får Bond i uppdrag att utreda en flygplanskrasch i Washington DC. När Bond kommer dit blir han kontaktad av sin förra älskarinna, Sukie Tempesta (från Nobody Lives For Ever), som misstänker att hennes styvsöner låg bakom attentatet och nämner akronymen COLD. Innan han hinner få reda på alla detaljer blir Tempesta dödad i en bilolycka. Bonds chef, M, och en amerikansk agent, Eddie Rhabb, misstänker också bröderna Tempesta, och upplyser Bond om att COLD är en domedagsgrupp som kallar sig Children of the Last Days. Om de samarbetar med bröderna Tempesta kunde det vara mycket dåligt. De skickar därför Bond på ett spaningsuppdrag till bröderna Tempestas villa i Italien, där Rhabb har en infiltratör, Toni Collette.
Väl i Italien blir Bond upphämtad av bröderna Tempesta och förd till deras villa. Innan bröderna hinner döda Bond räddar Collette honom, och de flyr på jetski. Efter att Bond och Collette återvänt blir de separerade. Bond får i uppdrag att undersöka om en general Brutus Clay är en av COLD:s medlemmar. Innan han hinner agera, blir dock M kidnappad och förd till USA. Bond följer efter och lyckas spåra upp generalen till en kyrkogård mellan Spokane och gränsen till Idaho. Där fritar Bond M med hjälp av Clays helikopter, samtidigt som han oskadliggöra generalens andra helikoptrar. 
Britterna drar sig ut ur COLD-uppdraget, eftersom de anser att gruppen inte längre utgör något hot. Under ett uppdrag något år senare träffar Bond Fredericka von Grüsse, vilket leder till ett längre förhållande, och de dras sedan in i Seafire-affären.

### Bok 2: Cold Conspiracy
I slutet av Seafire-affären blir von Grüsse allvarligt sårad och hon hamnar i koma. Bonds liv som sörjande partner avbryts dock när en annan av hans tidigare älskarinnor, Beatrice Maria da Ricci (från Win, lose or die), kontaktar honom. Det visar sig att hon ersatt Toni Collette som infiltratör för Eddie Rhabb med nya ledtrådar om vart de försvunna bröderna Tempesta tagit vägen. Tillsammans ska Bond och da Ricci, samt en mindre armé, först spana på och sedan inta Tempestas villa, som nu används av COLD. Strax innan de ger sig av meddelas två stora nyheter: von Grüsse avlider och Sukie Tempesta visar sig vara vid liv.
Bond tar sig in i Tempestas villa, men blir infångad av Tempesta, som visar sig ha blivit galen och vara på väg att gifta sig med general Brutus Clay, numera med konstgjorda ben efter förra mötet med Bond. Bröllopet blir av, med Bond som ofrivillig deltagare, innan det avlöses av den stora planen som Clay har för att se till så att hela USA blir lamslaget. Arméns attack mot COLD gör att Bond kan övermanna Clay och döda honom, vilket med de andras infångande effektivt avslutar COLD:s projekt.
Tillbaka i London återstår för Bond att stå till svars för att han blandat sig i COLD-affären, men han fokuserar med på de känslomässiga effekterna efter von Grüsses död och den återfunna kärleken för da Ricci.

## Karaktärer (i urval)
- James Bond
- M
- Beatrice Maria da Ricci
- Fredericka (Flicka) von Grüsse
- Sukie Tempesta
- Luigi Tempesta
- Angelo Tempesta
- General
- Eddie Rhabb
- Toni Collette

## Om boken
Cold blev den sista James Bond-boken av John Gardner, efter i stort sett en bok om året mellan 1981 och 1996. 1997 därpå kom den första Bond-boken av Raymond Benson.